# Jean-Charles Alphand
Jean-Charles Alphand (26. října 1817 Grenoble – 6. prosince 1891 Paříž) byl architekt, který se podílel na přestavbě Paříže ve 2. polovině 19. století.

## Životopis
Studia začal v Grenoblu, ale později se přestěhoval do Paříže, kde pokračoval na lyceu Charlemagne. Následovala studia na École Polytechnique a poté na École nationale des ponts et chaussées. Za vlády Napoleona III. se podílel na rozsáhlé urbanistické přestavbě Paříže, kterou byl pověřen prefekt Haussmann mezi lety 1852-1870. Jean-Charles Alphand byl architektem těchto veřejných prostorů:
- Square du Temple
- Avenue de l' Observatoire
- Zahrady Champs-Élysées
- Parc Monceau
- Boulevard Richard-Lenoir
- Bois de Vincennes
- Parc Montsouris
- Jean-Charles AlphandBois de Boulogne
- Parc des Buttes-Chaumont
- Square des Batignolles
- Square Santiago du Chili

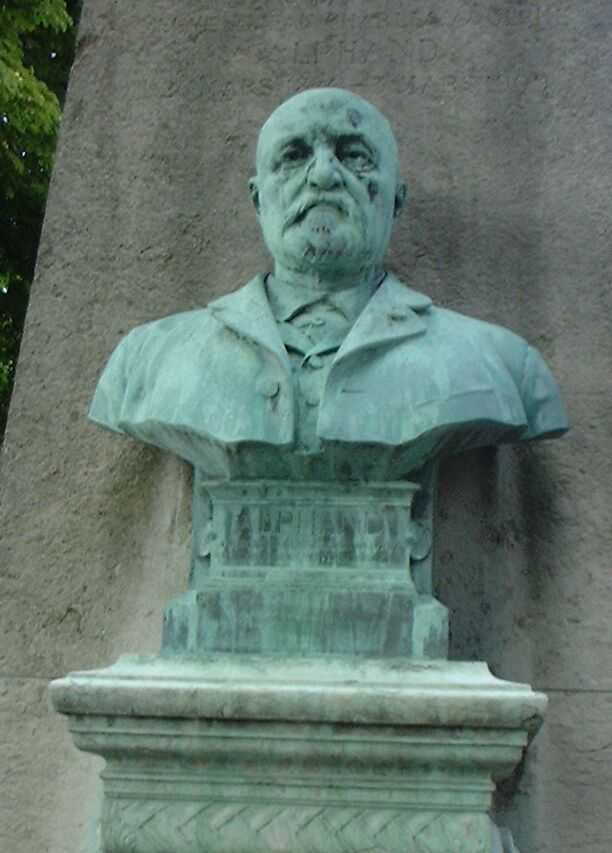
Jean-Charles Alphand

Po odvolání Haussmanna z funkce, jeho nástupce Léon Say pověřil Alphanda vedením prací, takže pokračoval v projektech, jako bylo např. opevnění Paříže, Jardins du Trocadéro pro světovou výstavu 1878 nebo příprava světové výstavy 1889. Je rovněž jedním z autorů územních předpisů pro Paříž z roku 1884.

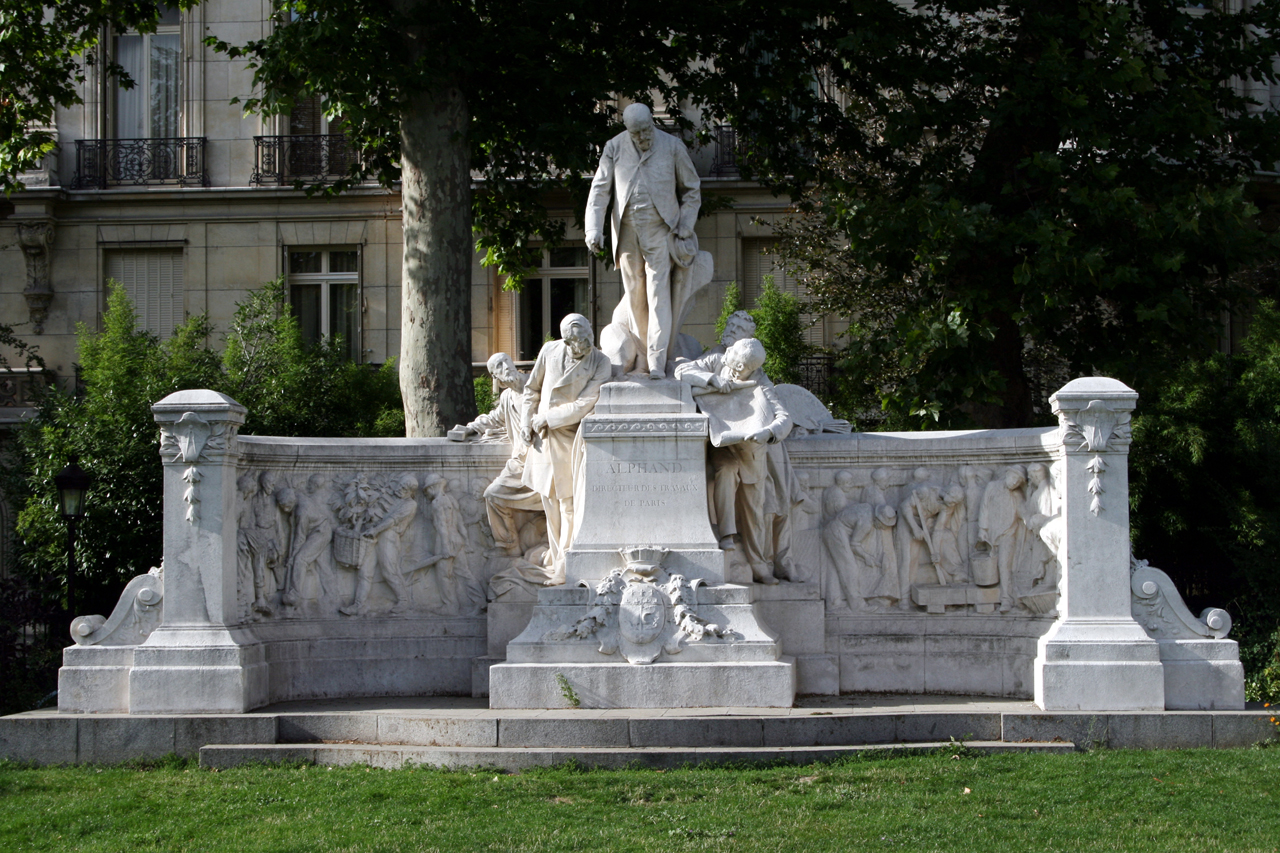
Alphandův pomník v Paříži

Jean-Charles Alphand je pohřben na hřbitově Père Lachaise v Paříži. Sochař Aimé-Jules Dalou a architekt Jean-Camille Formigé vytvořili v roce 1899 na Avenue Foch v 16. obvodu Alphandovi pomník. V Grenoblu a Paříži jsou něm pojmenovány ulice.